# Alekszandra Marinyina
Alekszandra Marinyina (oroszul: Алекса́ндра Мари́нина, valódi neve: Marina Anatoljevna Alekszejeva) (Lvov, 1957. június 16. –) az egyik legnépszerűbb orosz krimiíró.

## Életrajza
Marinyina Lvovban, a mai Ukrajna területén született. 1971-ig Leningrádban élt, azóta Moszkvában lakik. Angol tannyelvű általános és középiskolába járt. 1979-ben szerzett diplomát a Lomonoszov Moszkvai Állami Egyetemen jogi karán. 
Először mint laboráns kezdett el az orosz Belügyminisztériumban dolgozni, majd 1980-ban rendőr hadnagyi rangban tudományos munkatárs beosztásba helyezték. Tudományos munkássága során a mentalitás problémákkal küzdő bűnözőknek, valamint az erőszakos bűncselekmények visszaeső elkövetőinek a személyiségét tanulmányozta. 1986-ban védte meg a kandidátusi (Ph.D.) disszertációját, amelynek címe: Az erőszakos bűncselekmény elkövetőinek személyisége és a visszaesés megelőzése.
1987-től a bűncselekmények számának elemzésével és előrejelzésével foglalkozott. Több mint harminc tudományos cikket írt, többek között a Crime and Crime Prevention in Moscow című monográfiát, amit az ENSZ Interregionális Bűnügyi és Igazságügyi Kutató Intézete (UNICRI) jelentetett meg. 
1994-től az orosz Belügyminisztériumhoz tartozó Kikoty Moszkvai Egyetem tudományos kutatói és kiadói osztály vezetőjének helyetteseként és főszerkesztőjeként dolgozott. 
1998 februárjában alezredesi rangban szerelt le. 

## Írói munkássága
Marinyina 1991-ben kollégájával, Alekszandr Gorkinnal közösen írta meg az első bűnügyi elbeszélését, ami a Milicija folyóiratban jelent meg. 1992 decemberében fejezte be az első önálló regényét. 
Azóta több mint 50 könyvet írt, ezek több mint 20 nyelven több tízmilliós példányszámban jelentek meg. A legtöbb regény főhőse Anasztaszija (Násztya) Kámenszkája. A nyolc Marinyina regényen alapuló Kámenszkája televíziós sorozat a nemzeti orosz televízióban, valamint Lettországban, Litvániában, Ukrajnában, Lengyelországban, Németországban és Franciaországban volt látható. 
Alekszandra Marinyina számos elismerésben és díjban részesült. 1995-ben kitüntették az orosz rendőrség munkájának bemutatásáért A halál célja: halál és az Idegenbeli játszma című könyveiért. Az 1998-as Moszkvai Könyvvásáron – az 1997-es könyveladások alapján – az Év írójának ismerték el, 1998-ban pedig megkapta az Ogonyok folyóirat Év sikere díját. 2006-ban elnyerte Az évtized írója címet.

## Művei
- Шерылый Серафим, 1991
- Стечение обстоятельств, 1992
- Игра на чужом поле, 1993 (magyarul: Idegenbeli Játszma – Detektív Kiadó, 2015)
- Украденный сон, 1994
- Убийца поневоле (magyarul: Kényszergyilkosság – Detektív Kiadó, 2016)
- Смерть ради смерти, 1995 (magyarul: A halál célja: halál – Detektív Kiadó, 2016)
- Шестёрки умирают первыми, 1995
- Смерть и немного любви, 1995
- Чёрный список, 1995
- Посмертный образ (magyarul: Egy halott portréja – Detektív Kiadó, 2017)
- За всё надо платить, 1995
- Чужая маска (magyarul: Idegen álarc – Detektív Kiadó, 2018)
- Не мешайте палачу (magyarul: Ne zavard a hóhért – Detektív Kiadó, 2017)
- Стилист, 1996
- Иллюзия греха, 1996
- Светлый лик смерти, 1996
- Имя потерпевшего – Никто (magyarul: A sértett neve – Senki – Detektív Kiadó, 2015)
- Мужские игры, 1997
- Я умер вчера, 1997
- Реквием, 1998
- Призрак музыки, 1998
- Седьмая жертва, 1999
- Когда боги смеются, 2000
- Брошенная кукла с оторванными ногами, 2001
- Ну, ребята, вы попали, 2001
- Тот, кто знает: Опасные вопросы, 2001
- Тот, кто знает: Перекрёсток, 2001
- Незапертая дверь, 2001
- Фантом памяти, 2001-2002
- Закон трёх отрицаний, 2002-2003
- Каждый за себя, 2003
- Соавторы, 2003-2004
- Воющие псы одиночества, 2004
- Замена объекта, 2005
- Пружина для мышеловки, 2005
- Городской тариф, 2005-2006
- Чувство льда, 2006
- Всё не так, 2007
- Благие намерения, 2009
- Дорога, 2009
- Ад, 2010
- Жизнь после жизни, 2010
- Личные мотивы, 2010
- Смерть как искусство: Маски, 2011
- Смерть как искусство: Правосудие, 2011
- Бой тигров в долине, 2012
- Оборванные нити, 2012 -2013
- Последний рассвет, 2013
- Ангелы на льду не выживают, 2014
- Казнь без злого умысла, 2015
- Обратная сила, 2016
- Цена вопроса, 2017
- Горький квест, 2018

## Magyarul
- A sértett neve, Senki; ford. Arató Vera; Detektív, Bp., 2015 (Orosz krimik)
- Idegenbeli játszma; ford. Arató Vera; Detektív, Bp., 2015 (Orosz krimik)
- A halál célja: halál; ford. Arató Vera; Detektív, Bp., 2016 (Orosz krimik)
- Kényszergyilkosság; ford. Arató Vera; Detektív, Bp., 2016 (Orosz krimik)
- Egy halott portréja; ford. Arató Vera; Detektív, Bp., 2017 (Orosz krimik)
- Ne zavard a hóhért!; ford. Arató Vera; Detektív, Bp., 2017 (Orosz krimik)
- Idegen álarc; ford. Arató Vera; Detektív, Bp., 2018 (Orosz krimik)
- A szóművész; ford. Arató Vera; Detektív, Bp., 2020 (Orosz krimik)

## Fordítás
- Ez a szócikk részben vagy egészben  az   Alexandra Marinina című angol Wikipédia-szócikk ezen változatának fordításán alapul.  Az eredeti cikk szerkesztőit annak laptörténete sorolja fel. Ez a jelzés csupán a megfogalmazás eredetét és a szerzői jogokat jelzi, nem szolgál a cikkben szereplő információk forrásmegjelöléseként.